# James Gregory
James Gregory, někdy uváděn též jako James Gregorie (listopad 1638, Drumoak — říjen 1675, Edinburgh) byl skotský matematik a astronom. Proslul především vytvořením tzv. Gregoryho dalekohledu. Sestavil ho roku 1663. Šlo o zrcadlový dalekohled s vrtaným primárním zrcadlem a konkávním sekundárním zrcadlem za primárním ohniskem. Jeho výhodou bylo, že oproti jiným dalekohledům Gregoryho doby v něm obraz nebyl obrácený, neboť světelný svazek se odrážel od sekundárního zrcadla a vracel se otvorem v primárním zrcadle do okuláru. Informace o novém pojetí teleskopu podal ve spise Optica Promota, rovněž vydaném v roce 1663, a to v Londýně, kam odešel po promoci na protestantské Marischal College v Aberdeenu (jedné ze škol, z níž později vznikla Aberdeenská univerzita). Po Londýnské epizodě působil též v Haagu, Paříži a v Padově. Zde se věnoval zejména matematice, významné byly jeho příspěvky k trigonometrii.